# Berg-Hundskär
Berg-Hundskär är en ö nära Kirjais i Nagu,  Finland. Den ligger i Skärgårdshavet i Pargas stad i den ekonomiska regionen  Åboland i landskapet Egentliga Finland, i den sydvästra delen av landet. Ön ligger omkring 3 kilometer sydost om Kirjais, 12 kilometer sydost om Nagu kyrka, 40 kilometer söder om Åbo och omkring 160 kilometer väster om Helsingfors. Närmaste allmänna förbindelse är förbindelsebryggan vid Grötö som trafikeras av M/S Nordep och M/S Cheri.
Öns area är 2,2 hektar och dess största längd är 230 meter i sydöst-nordvästlig riktning.